# Rožnov pod Radhoštěm
Rožnov pod Radhoštěm (niem. Rosenau) − miasto w Czechach, w kraju zlinskim, w powiecie Vsetín, nad rzeką Rožnovską Bečvą. Według danych z 2005 powierzchnia miasta wynosiła 3 947 ha, a liczba jego mieszkańców wynosiła ok. 17 tys. osób. 

## Historia
W 1267 r. biskup ołomuniecki Bruno ze Schauenburga na wzgórzu Hradisko (522 m n.p.m.), wznoszącym się na lewym brzegu Dolnej Beczwy, rozpoczął budowę zamku Rožnov. Wraz z powstałym około 40 lat później zamkiem w rejonie Międzyrzecza Wałaskiego zamek ten stał się ośrodkiem powstałego wówczas rożnowsko-krasneńskiego "państwa" feudalnego. U stóp zamku powstała – będąca jego podgrodziem – osada Rožnovec, która w 1411 r. uzyskała status miasteczka. Zamek, który na początku XV w. stał się siedzibą rycerzy-rozbójników, został natomiast zburzony w 1539 r. z polecenia cesarza Karola V Habsburga.
W drugiej połowie XVI w. na teren "państwa" rożnowsko-krasneńskiego dotarła fala pasterskiej ludności wałaskiej, a Rożnów stał się siedzibą wałaskich wojewodów z rodu Hrkodajów.
Od końca XVIII w. do miasteczka zaczęli przyjeżdżać pierwsi kuracjusze. W 1820 r. Rożnów uzyskał status uzdrowiska. Prowadzono głównie leczenie klimatyczne, wspomagane kuracjami żętycowymi. W latach 30. XIX w. przyjeżdżało tu rocznie ok. 1200 kuracjuszy, a pod koniec tego stulecia zdarzały się sezony z 3 tysiącami gości.

## Demografia
| Rok             | 1970   | 1980   | 1991   | 2001   | 2003   |
| --------------- | ------ | ------ | ------ | ------ | ------ |
| Liczba ludności | 10 885 | 15 468 | 17 727 | 17 845 | 17 238 |

Źródło: Czeski Urząd Statystyczny

## Dzień dzisiejszy
W mieście rozwinął się przemysł elektrotechniczny, włókienniczy oraz papierniczy.
Na terenie miejscowości znajduje się skansen wsi wołoskiej.

## Zabytki
- Drewniany kościół ewangelicki
- Figura św. Jana Nepomucena z 1722 r. (na rynku)
- Figura św. Floriana z 1764 r. (na rynku)

## Miasta partnerskie
- Powaska Bystrzyca, Słowacja
- Śrem, Polska
- Bergen, Niemcy
- Körmend, Węgry